# Municipio de Chimaltenango
Municipio de Chimaltenango är en kommun i Guatemala.   Den ligger i departementet Departamento de Chimaltenango, i den sydvästra delen av landet, 30 km väster om huvudstaden Guatemala City.
Följande samhällen finns i Municipio de Chimaltenango:
- Chimaltenango